# Mainaschaff
Mainaschaff – gmina w Niemczech, w kraju związkowym Bawaria, w rejencji Dolna Frankonia, w regionie Bayerischer Untermain, w powiecie Aschaffenburg.
Graniczy bezpośrednio z Aschaffenburgiem (około 4 km na zachód od centrum), leży na prawym brzegu Menu, przy autostradzie A3 i linii kolejowej Darmstadt – Erbach – Aschaffenburg.

## Polityka
Wójtem jest Rudolf Roth. Rada gminy składa się z 20 członków:
|      | CSU | SPD | Wolny Związek Wyborczy | Razem     |
| 2002 | 10  | 7   | 3                      | 20 miejsc |